# Nolana confinis
Nolana confinis ist eine Pflanzenart aus der Gattung Nolana in der Familie der Nachtschattengewächse (Solanaceae).

## Beschreibung
Nolana confinis ist eine 5 bis 120 cm hohe, niederliegende oder selten auch aufrecht wachsende Pflanze, die als Halbstrauch oder selten auch als einjährige, krautige Pflanze wächst. Die Zweige sind dicht belaubt und mit wolligen, nichtdrüsigen, langen und unverzweigten sowie kurzen, drüsigen und verzweigten Trichomen behaart. Die Laubblätter stehen in Büscheln und sind 0,3 bis 1,3 (selten auch bis 2,5 cm) lang. Sie sind umgekehrt eiförmig bis linealisch-spatelförmig und sukkulent. Die Blattränder sind zurückgebogen bis stark zurückgebogen.
Die Blüten stehen einzeln an 2 bis 15 mm langen Blütenstielen. Der Kelch ist 4 bis 5 (selten bis 6 mm) lang, becherförmig, mit fünf ungleichen, aufrecht stehenden und lanzettlich geformten Kelchzähnen besetzt. Die Kelchzähne sind halb so lang wie der Kelch selbst. Die Krone ist 1 bis 1,7 cm lang, trichterförmig und weiß bis blau gefärbt. Im Inneren ist die Kronröhre behaart. Die Staubblätter sind in zwei längere und drei kürzere unterteilt, oder aber alle Staubblätter sind ungleich lang. Die Staubfäden sind an der Basis nicht verbreitert und nur selten mit Trichomen besetzt. Der Blütenboden ist schwach schüsselförmig. Der Griffel ist gynobasisch und genauso lang wie die Staubfaden. Die Narbe ist köpfchenförmig oder köpfchenförmig gelappt.
Die Früchte stehen an zurückgebogenen Blütenstielen und werden von einem sich vergrößernden Kelch begleitet. Sie bestehen auf fünf (selten auch bis zu neun) eiförmigem und ungleich geformten Teilfrüchten.

## Vorkommen
Nolana confinis kommt von der peruanischen Region Arequipa bis in die chilenische Region Antofagasta vor und wächst an trockenen Berghängen in Höhen zwischen 300 und 3000 m.